# Škofija London, Kanada
Škofija London je rimskokatoliška škofija s sedežem v Londonu (Ontario, Kanada).

## Geografija
Škofija zajame področje 21.349 km² s 1.944.182 prebivalci, od katerih je 622.138 rimokatoličanov (32 % vsega prebivalstva).
Škofija se nadalje deli na 146 župnij.

## Škofje
- John Walsh (15. november 1869-25. julij 1889)
- Dennis T. O'Connor (18. julij 1890-7. januar 1899)
- Fergus Patrick McEvay (27. maj 1899-13. april 1908)
- Michael Francis Fallon (14. december 1909-22. februar 1931)
- John Thomas Kidd (3. julij 1931-2. junij 1950)
- John Christopher Cody (2. junij 1950-5. december 1963)
- Gerald Emmett Carter (17. februar 1964-29. april 1978)
- John Michael Sherlock (7. julij 1978-27. april 2002)
- Ronald Peter Fabbro (27. april 2002-danes)